# Хлебновка (Балаковский район)
Хлебновка — село в Балаковском районе Саратовской области, в составе сельского поселения Натальинское муниципальное образование.
Население — 500 (2010).

## История
Основано как владельческая деревня в 1798 году переселенцами из Пензенской и Тамбовской губерний. Земли и крестьяне принадлежали помещикам Устиновым, по фамилии которых деревня также называлась Устиновкой. Согласно Списку населённых мест Российской империи по сведениям за 1859 год деревня Хлебновка располагалась между Волгским и Хвалынскими трактами на расстоянии 38 вёрст от уездного города и относилась к Николаевскому уезду Самарской губернии. В деревне проживало 198 мужчин и 213 женщин.
Согласно населённых мест Самарской губернии по сведениям за 1889 год деревня относилась к Хлебновской волости (волостное правление находилось в деревне Озинка). В деревне проживали 975 жителей, русские, православные. Земельный надел составлял 579 десятин удобной и 90 десятины неудобной земли, имелась ветряная мельница. Согласно переписи 1897 года в деревне Хлебновка (она же Привольная и Устиновка) проживал 951 человек, все православные.
В 1903 году освящена церковь во имя Казанской Божией Матери. В 1905 году крестьяне села предприняли попытку погрома усадьбы Устиновых. Согласно Списку населённых мест Самарской губернии 1910 года село населяли бывшие помещичьи крестьяне, преимущественно русские, православные, 555 мужчин и 585 женщин, в селе имелись земская школа и 4 ветряные мельницы.
В гражданскую войну соратник Чапаева комбриг Иван Бубенец формировал в селе красный отряд из бедноты. В 1930-е годы в селе были созданы колхоз "Новый быт" и сельскохозяйственная коммуна имени Бакинских рабочих. Казанская церковь была в этот период закрыта и впоследствии разрушена
На фронтах Великой Отечественной войны погибли 138 жителей Хлебновки. В 1950 году коммуна вошла в колхоз "Новый быт". В 1957 году местная школа преобразована в восьмилетнюю. В 1961 году село электрифицировано. В 1963 году была построена школьная мастерская. В 1970-х годах местное хозяйство было реорганизовано в совхоз "Хлебновский". В 1988 году хлебновская школа стала средней.

## Физико-географическая характеристика
Село находится в Заволжье, при ручье Мокрая Солянка, впадающим в залив Саратовского водохранилища, образовавшийся в низовьях реки Малый Иргиз. Высота центра населённого пункта - 35 метров над уровнем моря. Почвы - лугово-чернозёмные.
Село расположено примерно в 42 км по прямой в северо-восточном направлении от районного центра города Балаково. По автомобильным дорогам расстояние до районного центра составляет 49 км, до города Пугачёв - 46 км, до областного центра города Саратов - 210 км, до Самары - 230 км.
Часовой пояс
Хлебновка, как и вся Саратовская область, находится в часовой зоне МСК+1. Смещение применяемого времени относительно UTC составляет +4:00.

## Население
Динамика численности населения по годам:
| Годы      | 1859 | 1889 | 1897 | 1910 | 1926 | 2002 |
| --------- | ---- | ---- | ---- | ---- | ---- | ---- |
| Население | 411  | 975  | 951  | 1131 | 688  | 517  |

| 2002 | 2010 |
| ---- | ---- |
| 517  | ↘500 |

Национальный состав
Согласно результатам переписи 2002 года русские составляли 82 % населения села.